# ديڤي خادكا
ديڤي خادكا هي شيوعية سياسية نيباليّة من دولاخا، تعمل حاليًا في مجلس النواب.

## حياتها وعملها
ديڤي خادكا مواطنة محلّية من دولاخا، شاركت في الحرب الأهلية النيبالية، وانضمّت -بالتحديد- للحزب الشيوعي للطائفة النيبالية.
بسبب الفقر المُضجع والإستيلاء علي ممتلكات أبيها عُنوة، ومقتل أخيها ريت بادكور خادجا علي يد قوات الأمن، شاركت ديڤي في الحركة الشعبية عام 1990 اعتراضًا لإستبدال السلطة المطلقة للحكومة بالحرية والمساواة. كما أنها التحقت لاحقًا بالشيوعية عام 1996 مع اندلاع الحرب الأهلية التي نشأت لتقديم جمهورية شعبية.